# Gröpern 3 (Quedlinburg)

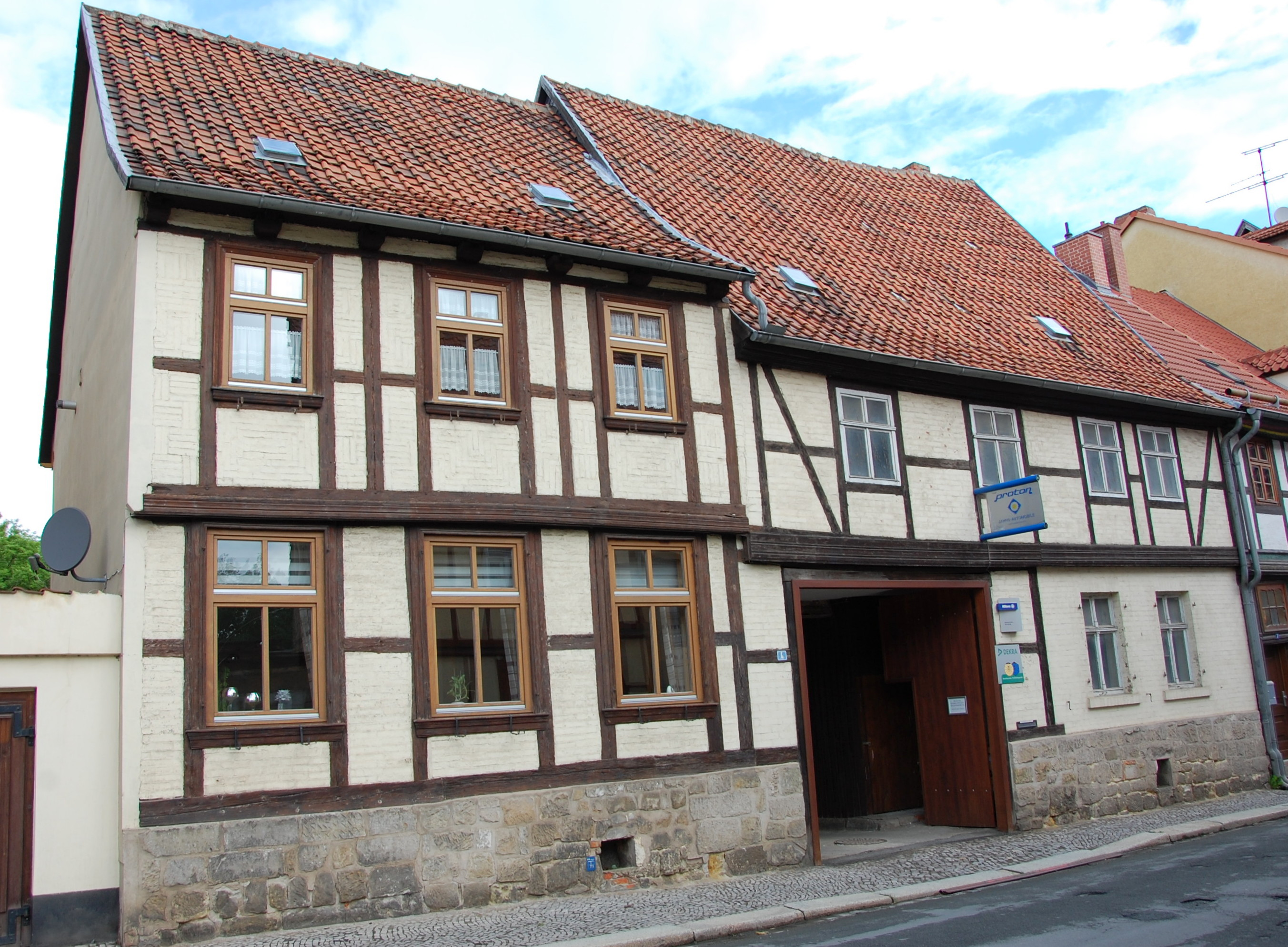
Haus Gröpern 3

Das Haus Gröpern 3 ist ein denkmalgeschütztes Gebäude in Quedlinburg in Sachsen-Anhalt.

## Lage
Das im Quedlinburger Denkmalverzeichnis als Ackerbürgerhof eingetragene Gebäude befindet sich nördlichen der Quedlinburger Altstadt auf der Westseite der Straße Gröpern. Es gehört zum UNESCO-Weltkulturerbe. 

## Architektur und Geschichte
Das zweigeschossige Fachwerkhaus besteht aus einem südlichen und einem nördlichen Teil. Der Südteil, die Hausnummer 3, entstand in der Mitte des 18. Jahrhunderts. An der Fassade befindet sich eine profilierte Gesimsbohle. Die Gefache sind mit Zierausmauerungen versehen. 
Der nördliche Teil, die Hausnummer 4, verfügt über eine Tordurchfahrt. Sowohl das Vorderteil als auch der Hofflügel wurden im 18. Jahrhundert erneuert.
Unter der Bezeichnung Gröpern 3 wird in der Literatur darüber hinaus auch ein jedoch um 1960 abgerissenes Fachwerkhaus geführt. Dieser zweigeschossige Bau war um 1580 entstanden und fünf Gebinde breit. Die Dachschwelle und das Füllholz waren mit Schiffskehlen verziert. Darüber hinaus bestanden Zylinderbalkenköpfen.